# Brytni Sarpy
Brytni Melicia Sarpy (Southern California, 21 settembre 1987) è un'attrice statunitense.
È famosa per il ruolo di Valerie Spencer in General Hospital e di Elena Dawson in Febbre d'amore.

## Biografia
Brytni nasce a Southern California in California il 21 settembre 1987 dai suoi genitori Mel e Kim Sarpy. Ha un fratellastro più giovane di nome Aiden da parte di padre e ha altri due fratellastri e una sorellastra da parte di madre. Attualmente vive a Los Angeles.

### Carriera
Sarpy nel 2010 appare nel film Ancora tu mentre nel 2017 nel film Obbligo o Verità. Nel 2015 entra nel cast principale della soap opera General Hospital nel ruolo di Valerie Spencer, restando nella soap opera fino al 2019. Uscita da General Hospital, entra nel cast della soap opera Febbre d'amore nel ruolo di Elena Dawson, ruolo che ricopre tutt'ora. Nel corso della sua carriera appare anche nella serie tv New Girl nel 2016.

### Vita privata
Sarpy inizia a frequentare il suo co-protagonista di Febbre d'amore, Bryton James nel 2019.

## Filmografia

### Cinema
- Ancora tu! (2010)
- Obbligo o Verità (2017)

### Televisione
- My Crazy Ex - serie TV, 2 episodi (2014, 2015)
- General Hospital - serie TV (2015-2019)
- New Girl - serie TV, 1 episodio (2016)
- Febbre d'amore - soap opera (2019-in corso)
- The Haves and the Have Nots - serie TV (2020-2021)